# حسين لوتاه
حسين بن ناصر لوتاه، (1885، دبي - 1948، رأس الخيمة) هو شاعر إماراتي يُعدّ أحد وجوه الثقافة الإماراتية المحلية.
هو أحد أشهر تجار اللؤلؤ أو «الطواويش» الذين ساهموا بقوة في ازدهار صناعة السفن وتفعيل الحركة التجارية بالإمارة، بجانب دوره الثقافي والاجتماعي الحيوي من خلال الاهتمام بفنون الشعر والأدب وتحويل المكان إلى حاضنة للشعراء والمبدعين.

## سيرته
عاش حسين بن ناصر لوتاه حياته شاعراً وتاجر لؤلؤ في دبي، ومنها انتقل إلى إمارة عجمان في العقد الأول من القرن الماضي وتحديداً في العام 1911م، حيث أقام هناك لثلاثة عقود قضاها بالعمل بين البر والبحر، تاجر لؤلؤ ذائع الصيت وشاعر عامي، واللافت أن الشاعر على غزارة قصائده لم يفكر يوماً في نشر ديوان شعري، بل ترك قصائده في بيوتات الأهل هنا وهناك حتى كانت وصية ابنته لابنتها الدكتورة رفيعة عبيد غباش لإزاحة الركام عن نصوص جدها وأن تؤلف عنه كتاباً يؤرخ لحياته كشاعر استطاع أن يفرض حضوره في المشهد الشعري النبطي الإماراتي خلال النصف الأول من القرن العشرين.
يعتبر كتاب: «أوراق تاريخية من حياة الشاعر حسين بن ناصر آل لوتاه» للدكتورة رفيعة عبيد غباش، الصادر في العام 2008، أحد المصادر المهمة في تتبع السيرة الحياتية والشعرية لواحد من ألمع روّاد ورموز الشعر النبطي بالإمارات.
تسترجع الدكتورة رفيعة غباش في الكتاب صورة البيئة التي عاش فيها الشاعر من خلال المكانة التي احتلتها عائلته في المجتمع، حيث ولد حسين بن لوتاه لأسرة اشتهرت بحراكها الاقتصادي والاجتماعي والثقافي والسياسي، وترصد بعضاً من صفاته الشخصية من خلال شهادات قدمها عدد ممن عاصروه وعرفوه، ومنهم الشيخ ناصر بن حمد النعيمي، وتذكر المؤلفة أن الشاعر اشتهر بشجاعته، وكرمه، ومنطقه، ورجاحة عقله، وحديثه العذب.
ولم يكتف حسين لوتاه بتأكيد حضوره كشاعر فقط، بل كان رجل سياسة واقتصاد من الطراز الأول من خلال مشاركته ومتابعته للتطورات السياسية بالمنطقة والقائمة آنذاك على العلاقات القبلية وما يكتنفها أحيانا من اختلافات وخصومات، كما ساعدته تجارة اللؤلؤ على الكسب المادي الوفير وهو الذائع الصيت في مجالها، إذ كان يعرف أنواع اللآلئ، ويقدر قيمتها بمجرد وضعها تحت لسانه.

## شعره
عرف حسين بن ناصر لوتاه شعرياً بقصائده البسيطة غير المتكلفة، وخصوصا تلك القصائد الغزلية المتسمة بالجرأة في الطرح والنقاء في العبارة والتفاؤل في الرؤية والمزاج المرح والبهجة والفرح الدائم بالحياة والتواضع والخلق الطيب والافتتان بجمال المرأة، وفي هذا الإطار نقتطف ما قاله في وصف المرأة في إحدى قصائده المعروفة:
التمحت الخد براقه
والصدر كشافة الدولة
أعجبتني سلبة أعناقه

واسلبتني توحة ريوله
فلقد كان للمرأة حضور طاغ في قصائده، إذ كانت محور شعره، وبرز من خلال مناجاته لها ووصف جمالها ومفاتنها، وجعلها رمزا للعفة والطهارة وبهجة الحياة وزينتها التي لا غنى عنها في هذا الوجود، ولعل زواجه من 10 نساء يعد أكبر دليل على هذا، فقد سكنته لوعة المرأة وأخذت منه كل مأخذ.

## أيامه الأخيرة
شهدت أيامه الأخيرة مرضاً مريباً تمثل حسب ما تثبته الوثائق في إختلال عقلي تبين من خلال قصيدة كتبها علي بن سلطان لوتاه في صديق عمره يقول فيها:
حل القضا يا صحبي حل
لا حول في ذا الوقت لمحين
وقت على العالم تبدل
والنقص فيه الزين والشين
أشوف حال حسين مختل

شاجي ولا حد فيه يعين
واجتمعت في نهاية حياته ظروف قاهرة ضاعت فيها مدخرات سفينته التي كانت تقوم بأعمال التجارة بين اليمن ودبي حين إعترضها الأنجليز في عرض البحر فوجدوا فيها سلاحاً ليحتجزوها بمن فيها وزاد على ذلك المرض والإختلافات العائلية حول الميراث وما شابه، لتعجل برحيله في مزرعته بمنطقة الحديبة بجانب (الغب) في إمارة رأس الخيمة.